# Sogo
Pour l’article homonyme, voir Scalable OpenGroupware.org.
Le Sogo est le nom donné en 1978 à la première édition française par la société Ravensburger d'un jeu qui existait depuis 1968 aux États-Unis d'Amérique sous le nom de Score four. Les premières versions du jeu datent de 1968 alors que le jeu Puissance 4 n'est apparu qu'en 1974.
Pour 2 joueurs, à partir de 8 ans, durée d'environ 15 minutes.

## Principe général
Le Sogo est un jeu d'alignement en trois dimensions, avec un effet de gravité : une pièce ne peut être jouée à un niveau supérieur que si des pièces ont déjà été jouées à tous les niveaux inférieur au même endroit.

## Règle du jeu

### But du jeu
Aligner 4 pièces de sa couleur le premier. L'alignement peut être vertical, horizontal ou suivre n'importe quelle diagonale.

### Matériel
- Un plan de jeu généralement planté de 16 tiges (4×4) avec une hauteur de 4 pièces
- 32 pièces claires
- 32 pièces foncées

Parfois, comme dans la version Puissance 4 advance de MB, il n'y a pas de tige et les pièces s'imbriquent entre elles.

### Mise en place
Au départ, le plan de jeu est vide. Dans une partie à handicap, on peut donner quelques pièces d'avance à un adversaire débutant.

### Déroulement
Chaque joueur à son tour place une pièce sur une tige. La pièce descend par gravité jusqu'au premier niveau libre.

### Fin de partie et vainqueur
Lorsqu'un joueur aligne 4 pièces de sa couleur, il a gagné la partie.